# UEFA Champions League 2012-2013 (fase a eliminazione diretta)
Questa voce raccoglie un approfondimento sulle gare della fase ad eliminazione diretta dell'edizione 2012-2013 della UEFA Champions League.

## Tabellone
|  | Ottavi di finale    | Ottavi di finale  | Ottavi di finale | Ottavi di finale |   |                     | Quarti di finale | Quarti di finale | Quarti di finale | Quarti di finale |  |                   | Semifinali | Semifinali | Semifinali | Semifinali |                   |   | Finale | Finale |
|  |                     |                   |                  |                  |   |                     |                  |                  |                  |                  |  |                   |            |            |            |            |                   |   |        |        |
|  | Porto               | 1                 | 0                | 1                |   |                     |                  |                  |                  |                  |  |                   |            |            |            |            |                   |   |        |        |
|  | Malaga              | 0                 | 2                | 2                |   |                     |                  |                  |                  |                  |  |                   |            |            |            |            |                   |   |        |        |
|  | Malaga              | 0                 | 2                | 2                |   | Malaga              | 0                | 2                | 2                |                  |  |                   |            |            |            |            |                   |   |        |        |
|  |                     |                   |                  |                  |   | Malaga              | 0                | 2                | 2                |                  |  |                   |            |            |            |            |                   |   |        |        |
|  |                     | Borussia Dortmund | 0                | 3                | 3 |                     |                  |                  |                  |                  |  |                   |            |            |            |            |                   |   |        |        |
|  | Šachtar             | Borussia Dortmund | 0                | 3                | 3 | 2                   | 0                | 2                |                  |                  |  |                   |            |            |            |            |                   |   |        |        |
|  | Šachtar             |                   |                  |                  |   | 2                   | 0                | 2                |                  |                  |  |                   |            |            |            |            |                   |   |        |        |
|  | Borussia Dortmund   | 2                 | 3                | 5                |   |                     |                  |                  |                  |                  |  |                   |            |            |            |            |                   |   |        |        |
|  | Borussia Dortmund   | 2                 | 3                | 5                |   |                     |                  |                  |                  |                  |  | Borussia Dortmund | 4          | 0          | 4          |            |                   |   |        |        |
|  |                     |                   |                  |                  |   |                     |                  |                  |                  |                  |  | Borussia Dortmund | 4          | 0          | 4          |            |                   |   |        |        |
|  |                     | Real Madrid       | 1                | 2                | 3 |                     |                  |                  |                  |                  |  |                   |            |            |            |            |                   |   |        |        |
|  | Real Madrid         | Real Madrid       | 1                | 2                | 3 | 1                   | 2                | 3                |                  |                  |  |                   |            |            |            |            |                   |   |        |        |
|  | Real Madrid         |                   |                  |                  |   | 1                   | 2                | 3                |                  |                  |  |                   |            |            |            |            |                   |   |        |        |
|  | Manchester Utd      | 1                 | 1                | 2                |   |                     |                  |                  |                  |                  |  |                   |            |            |            |            |                   |   |        |        |
|  | Manchester Utd      | 1                 | 1                | 2                |   | Real Madrid         | 3                | 2                | 5                |                  |  |                   |            |            |            |            |                   |   |        |        |
|  |                     |                   |                  |                  |   | Real Madrid         | 3                | 2                | 5                |                  |  |                   |            |            |            |            |                   |   |        |        |
|  |                     | Galatasaray       | 0                | 3                | 3 |                     |                  |                  |                  |                  |  |                   |            |            |            |            |                   |   |        |        |
|  | Galatasaray         | Galatasaray       | 0                | 3                | 3 | 1                   | 3                | 4                |                  |                  |  |                   |            |            |            |            |                   |   |        |        |
|  | Galatasaray         |                   |                  |                  |   | 1                   | 3                | 4                |                  |                  |  |                   |            |            |            |            |                   |   |        |        |
|  | Schalke 04          | 1                 | 2                | 3                |   |                     |                  |                  |                  |                  |  |                   |            |            |            |            |                   |   |        |        |
|  | Schalke 04          | 1                 | 2                | 3                |   |                     |                  |                  |                  |                  |  |                   |            |            |            |            | Borussia Dortmund | 1 |        |        |
|  |                     |                   |                  |                  |   |                     |                  |                  |                  |                  |  |                   |            |            |            |            |                   | 1 |        |        |
|  |                     | Bayern Monaco     | 2                |                  |   |                     |                  |                  |                  |                  |  |                   |            |            |            |            |                   |   |        |        |
|  | Valencia            | Bayern Monaco     | 2                | 1                | 1 | 2                   |                  |                  |                  |                  |  |                   |            |            |            |            |                   |   |        |        |
|  | Valencia            |                   |                  | 1                | 1 | 2                   |                  |                  |                  |                  |  |                   |            |            |            |            |                   |   |        |        |
|  | Paris Saint-Germain | 2                 | 1                | 3                |   |                     |                  |                  |                  |                  |  |                   |            |            |            |            |                   |   |        |        |
|  | Paris Saint-Germain | 2                 | 1                | 3                |   | Paris Saint-Germain | 2                | 1                | 3                |                  |  |                   |            |            |            |            |                   |   |        |        |
|  |                     |                   |                  |                  |   | Paris Saint-Germain | 2                | 1                | 3                |                  |  |                   |            |            |            |            |                   |   |        |        |
|  |                     | Barcellona (gfc)  | 2                | 1                | 3 |                     |                  |                  |                  |                  |  |                   |            |            |            |            |                   |   |        |        |
|  | Milan               | Barcellona (gfc)  | 2                | 1                | 3 | 2                   | 0                | 2                |                  |                  |  |                   |            |            |            |            |                   |   |        |        |
|  | Milan               |                   |                  |                  |   | 2                   | 0                | 2                |                  |                  |  |                   |            |            |            |            |                   |   |        |        |
|  | Barcellona          | 0                 | 4                | 4                |   |                     |                  |                  |                  |                  |  |                   |            |            |            |            |                   |   |        |        |
|  | Barcellona          | 0                 | 4                | 4                |   |                     |                  |                  |                  |                  |  | Bayern Monaco     | 4          | 3          | 7          |            |                   |   |        |        |
|  |                     |                   |                  |                  |   |                     |                  |                  |                  |                  |  | Bayern Monaco     | 4          | 3          | 7          |            |                   |   |        |        |
|  |                     | Barcellona        | 0                | 0                | 0 |                     |                  |                  |                  |                  |  |                   |            |            |            |            |                   |   |        |        |
|  | Arsenal             | Barcellona        | 0                | 0                | 0 | 1                   | 2                | 3                |                  |                  |  |                   |            |            |            |            |                   |   |        |        |
|  | Arsenal             |                   |                  |                  |   | 1                   | 2                | 3                |                  |                  |  |                   |            |            |            |            |                   |   |        |        |
|  | Bayern Monaco (gfc) | 3                 | 0                | 3                |   |                     |                  |                  |                  |                  |  |                   |            |            |            |            |                   |   |        |        |
|  | Bayern Monaco (gfc) | 3                 | 0                | 3                |   | Bayern Monaco       | 2                | 2                | 4                |                  |  |                   |            |            |            |            |                   |   |        |        |
|  |                     |                   |                  |                  |   | Bayern Monaco       | 2                | 2                | 4                |                  |  |                   |            |            |            |            |                   |   |        |        |
|  |                     | Juventus          | 0                | 0                | 0 |                     |                  |                  |                  |                  |  |                   |            |            |            |            |                   |   |        |        |
|  | Celtic              | Juventus          | 0                | 0                | 0 | 0                   | 0                | 0                |                  |                  |  |                   |            |            |            |            |                   |   |        |        |
|  | Celtic              |                   |                  |                  |   | 0                   | 0                | 0                |                  |                  |  |                   |            |            |            |            |                   |   |        |        |
|  | Juventus            | 3                 | 2                | 5                |   |                     |                  |                  |                  |                  |  |                   |            |            |            |            |                   |   |        |        |

## Ottavi di finale

### Sorteggio
Ogni squadra arrivata prima nel proprio gruppo gioca contro una squadra arrivata seconda e viceversa e non si possono affrontare squadre della stessa nazione o provenienti dallo stesso gruppo.
Tali accoppiamenti sono stati sorteggiati con il seguente esito:
1. Celtic - Juventus
2. Valencia - Paris Saint-Germain
3. Šachtar - Borussia Dortmund
4. Real Madrid - Manchester Utd
5. Arsenal - Bayern Monaco
6. Porto - Málaga
7. Galatasaray - Schalke 04
8. Milan - Barcellona

### Riassunto delle partite
Al Celtic Park, la Juventus batte nettamente il Celtic per 3-0: ad aprire le marcature è Matri al 3', seguito dal gol di Marchisio al 77', che dribbla il portiere avversario Forster e deposita comodamente in rete, e da quello di Vučinić all'84', chiudendo anzitempo il discorso qualificazione. Nella gara di ritorno allo Juventus Stadium, gli italiani si impongono nuovamente sugli scozzesi per 2-0, frutto delle reti di Matri al 24' e di Quagliarella al 65', passando così al turno successivo sul risultato complessivo di 5-0 nel doppio confronto.
Al Mestalla, il Paris Saint-Germain prevale sul Valencia per 2-1 grazie alle marcature di Lavezzi al 10' e di Pastore al 43', cui segue l'inutile gol di Rami al 90' sugli sviluppi di una punizione battuta da Tino Costa, che mantiene però aperta la qualificazione. Nella partita di ritorno al Parco dei Principi, i francesi e gli spagnoli pareggiano per 1-1: alla rete iniziale di Jonas per gli ospiti al 55' risponde il gol di Lavezzi per i padroni di casa al 66'. Tale punteggio permette dunque ai parigini di raggiungere i quarti di finale sull'aggregato totale di 3-2 dopo diciotto anni dall'ultima volta.
Alla Donbass Arena, lo Šachtar passa avanti al 31' contro il Borussia Dortmund in virtù della rete di Srna su calcio di punizione, ma viene raggiunto dal gol di Lewandowski dieci minuti dopo. Nella ripresa, i padroni di casa tornano in vantaggio al 68' con Douglas Costa, però all'87' gli ospiti trovano il nuovo pareggio con il colpo di testa di Hummels, avvenuto sugli sviluppi di un calcio d'angolo, che fissa definitivamente il punteggio sul 2-2. Nel match di ritorno al Signal Iduna Park, i tedeschi sconfiggono tuttavia gli ucraini con un netto 3-0 grazie ai gol di Santana, Götze e Błaszczykowski, che consentono così ai teutonici di passare ai quarti di finale sul risultato complessivo di 5-2 dopo quindici anni dall'ultima volta.
Al Bernabéu, il Real Madrid e il Manchester Utd pareggiano per 1-1: alla rete iniziale di Welbeck per gli ospiti al 20' risponde il gol di Cristiano Ronaldo per i padroni di casa dieci minuti dopo. Nella gara di ritorno all'Old Trafford, gli inglesi passano avanti per primi al 48' in virtù dell'autorete di Ramos, propiziata da un cross di Nani all'interno dell'area, ma, sfruttando anche la successiva espulsione dello stesso Nani per un duro intervento ai danni di Arbeloa, gli spagnoli ribaltano il punteggio grazie alle marcature di Modrić e Ronaldo, avvenute nel giro di tre minuti fra il 67' e il 69', che permettono appunto ai madridisti di vincere per 2-1 e di qualificarsi al turno successivo con un aggregato totale di 3-2 nella doppia sfida.
All'Emirates Stadium, il Bayern Monaco, finalista della precedente edizione, si impone per 3-1 sull'Arsenal con reti di Kroos, Müller e Mandžukić, intervallate dall'inutile gol di Podolski per i padroni di casa, che mettono una seria ipoteca alla qualificazione. Nella partita di ritorno all'Allianz Arena, gli inglesi sfiorano l'impresa, vincendo per 2-0 grazie alle marcature di Giroud e Koscielny, però sono i tedeschi a passare il turno grazie alla regola dei gol in trasferta sul risultato complessivo di 3-3 nel doppio confronto.
Allo stadio do Dragão, il Porto supera l'esordiente Málaga per 1-0 con rete di Moutinho al 56'. Nel match di ritorno alla Rosaleda, gli spagnoli passano prima avanti al 43' con uno splendido destro a giro di Isco e poi raddoppiano al 77' con un colpo di testa di Santa Cruz, avvenuto sugli sviluppi di un calcio d'angolo, trionfando così per 2-0 sui portoghesi e ribaltando il risultato dell'andata. Il Málaga raggiunge dunque per la prima volta i quarti di finale della manifestazione con un punteggio totale di 2-1 nella doppia sfida.
Alla Türk Telekom Arena, il Galatasaray e lo Schalke 04 pareggiano per 1-1: alla rete iniziale di Yılmaz al 12' per i padroni di casa risponde quella di Jones al 45' per gli ospiti. Nella gara di ritorno alla Veltins-Arena, i tedeschi passano avanti al 17' con Neustädter, ma vengono prima raggiunti dai turchi in virtù del gol di Altıntop al 37' e poi sorpassati dalla marcatura di Yılmaz cinque minuti dopo. I padroni di casa pervengono al nuovo pari grazie alla rete di Bastos al 63', però in pieno recupero arriva il definitivo 3-2 avversario ad opera di Bulut al 95', che finalizza un perfetto contropiede superando il portiere avversario Hildebrand. Il Galatasaray accede così ai quarti di finale dopo dodici anni dall'ultima volta sul risultato complessivo di 4-3 nel doppio confronto.
Allo stadio San Siro, il Milan batte il Barcellona con un netto 2-0 grazie alle marcature di Boateng al 57' e di Muntari all'81', ottenendo un buon margine di vantaggio in vista del retour match. Nella partita di ritorno al Camp Nou, gli spagnoli passano subito avanti con Messi al 5', mentre gli italiani falliscono poco dopo una clamorosa occasione per l'immediato pareggio con Niang, che a tu per tu col portiere avversario Valdés calcia incredibilmente sul palo. Tale errore costa caro agli ospiti, che subiscono la supremazia avversaria e crollano sotto i colpi dei padroni di casa, i quali vanno nuovamente a segno con un'altra rete di Messi, che firma la doppietta personale al 40', e poi con il gol di Villa al 55' e con quello di Alba in pieno recupero al 92', che ribaltano il punteggio dell'andata e fissano il risultato finale sul 4-0. Il Barcellona agguanta così il passaggio del turno con un aggregato complessivo di 4-2 nella doppia sfida.

#### Andata
| Arbitro: | Alberto Undiano Mallenco |

|  |           |                                    |
|  | Marcatori | 3’ Matri 77’ Marchisio 84’ Vučinić |

| Arbitro: | Paolo Tagliavento |

|          |           |                         |
| Rami 90’ | Marcatori | 10’ Lavezzi 43’ Pastore |

| Arbitro: | Howard Webb |

|                    |           |                             |
| Srna 31’ Costa 68’ | Marcatori | 41’ Lewandowski 87’ Hummels |

| Arbitro: | Felix Brych |

|             |           |             |
| Ronaldo 30’ | Marcatori | 20’ Welbeck |

| Arbitro: | Svein Oddvar Moen |

|              |           |                                   |
| Podolski 55’ | Marcatori | 7’ Kroos 21’ Müller 77’ Mandžukić |

| Arbitro: | Mark Clattenburg |

|              |           |  |
| Moutinho 56’ | Marcatori |  |

| Arbitro: | William Collum |

|            |           |           |
| Yılmaz 12’ | Marcatori | 45’ Jones |

| Arbitro: | Craig Thomson |

|                         |           |  |
| Boateng 57’ Muntari 81’ | Marcatori |  |

#### Ritorno
| Arbitro: | Damir Skomina |

|                                          |           |  |
| Santana 31’ Götze 37’ Błaszczykowski 59’ | Marcatori |  |

| Arbitro: | Cüneyt Çakır |

|                  |           |                        |
| Ramos 48’ (aut.) | Marcatori | 66’ Modrić 69’ Ronaldo |

| Arbitro: | Fırat Aydınus |

|                            |           |  |
| Matri 24’ Quagliarella 65’ | Marcatori |  |

| Arbitro: | Milorad Mažić |

|             |           |           |
| Lavezzi 66’ | Marcatori | 55’ Jonas |

| Arbitro: | Jonas Eriksson |

|                           |           |                                     |
| Neustädter 17’ Bastos 63’ | Marcatori | 37’ Altıntop 42’ Yılmaz 90+5’ Bulut |

| Arbitro: | Viktor Kassai |

|                                    |           |  |
| Messi 5’, 40’ Villa 55’ Alba 90+2’ | Marcatori |  |

| Arbitro: | Pavel Královec |

|  |           |                         |
|  | Marcatori | 3’ Giroud 86’ Koscielny |

| Arbitro: | Nicola Rizzoli |

|                         |           |  |
| Isco 43’ Santa Cruz 77’ | Marcatori |  |

#### Tabella riassuntiva
| Squadra 1   | Totale      | Squadra 2           | Andata | Ritorno |
| ----------- | ----------- | ------------------- | ------ | ------- |
| Galatasaray | 4 - 3       | Schalke 04          | 1 - 1  | 3 - 2   |
| Celtic      | 0 - 5       | Juventus            | 0 - 3  | 0 - 2   |
| Arsenal     | 3 - 3 (gfc) | Bayern Monaco       | 1 - 3  | 2 - 0   |
| Šachtar     | 2 - 5       | Borussia Dortmund   | 2 - 2  | 0 - 3   |
| Milan       | 2 - 4       | Barcellona          | 2 - 0  | 0 - 4   |
| Real Madrid | 3 - 2       | Manchester Utd      | 1 - 1  | 2 - 1   |
| Valencia    | 2 - 3       | Paris Saint-Germain | 1 - 2  | 1 - 1   |
| Porto       | 1 - 2       | Malaga              | 1 - 0  | 0 - 2   |

## Sorteggio dei quarti di finale, delle semifinali e della finale
L'esito del sorteggio (senza limitazioni) degli accoppiamenti per i quarti di finale e le semifinali e dell'ordine di abbinamento della finale è stato il seguente:
1. Málaga - Borussia Dortmund
2. Real Madrid - Galatasaray
3. Paris Saint-Germain - Barcellona
4. Bayern Monaco - Juventus

## Quarti di finale

### Riassunto delle partite
Al Parco dei Principi, il Paris Saint-Germain e il Barcellona pareggiano per 2-2: gli ospiti passano in vantaggio al 38' con Messi, ma vengono raggiunti dai padroni di casa con la rete di Ibrahimović al 79'. Gli spagnoli tornano tuttavia avanti grazie al gol di Xavi su calcio di rigore all'89', concesso dall'arbitro Stark per un intervento scomposto del portiere Sirigu ai danni di Sánchez, però i francesi pervengono nuovamente al pari in pieno recupero con Matuidi, che al 94' segna sugli sviluppi di un calcio d'angolo. Nella gara di ritorno al Camp Nou, i catalani e i transalpini pareggiano invece per 1-1: alla marcatura iniziale di Pastore per gli ospiti al 50' risponde quella di Pedro al 71' per i padroni di casa, che consente appunto al Barcellona di accedere alla sua sesta semifinale consecutiva in virtù della regola dei gol in trasferta sul risultato complessivo di 3-3 nel doppio confronto.
All'Allianz Arena, il Bayern Monaco batte nettamente la Juventus per 2-0: ad aprire le marcature è Alaba dopo venticinque secondi di gioco, il cui tiro dalla distanza beffa il portiere avversario Buffon, mentre è Müller a raddoppiare al 63', mettendo una seria ipoteca alla qualificazione. Nella partita di ritorno allo Juventus Stadium, i tedeschi si impongono nuovamente sugli italiani col medesimo risultato, frutto delle reti di Mandžukić al 64' e di Pizarro in pieno recupero al 91', le quali permettono appunto ai bavaresi di agguantare la semifinale della competizione sull'aggregato totale di 4-0 nella doppia sfida.
Alla Rosaleda, l'esordiente Málaga frena il Borussia Dortmund sullo 0-0 anche grazie all'apporto del proprio portiere Caballero, autore di parate cruciali ai fini del pareggio. Nel match di ritorno al Signal Iduna Park, gli spagnoli passano avanti al 25' con Joaquín, per poi essere raggiunti dai tedeschi in virtù della rete di Lewandowski al 40'. Nella ripresa, gli andalusi sembrano chiudere il discorso qualificazione con il gol di Eliseu all'83', ma in pieno recupero i teutonici riescono a segnare per altre due volte, prima con Reus al 91' e poi con Santana al 93', ribaltando il risultato e vincendo clamorosamente per 3-2. Il Borussia Dortmund accede dunque alla semifinale della manifestazione dopo quindici anni dall'ultima volta sul punteggio complessivo di 3-2 nel doppio confronto.
Al Bernabéu, il Real Madrid supera il Galatasaray con un perentorio 3-0 grazie alle reti di Cristiano Ronaldo, Benzema e Higuaín, ipotecando prematuramente la qualificazione. Nella gara di ritorno alla Türk Telekom Arena, gli spagnoli passano in vantaggio al 7' con Ronaldo, ma i turchi hanno un gran sussulto e ribaltano il punteggio in virtù dei gol di Eboué al 57', Sneijder al 70' e Drogba al 72', quest'ultimo a segno con uno splendido colpo di tacco, che potrebbero rimettere inaspettatamente in discussione il passaggio del turno. I madridisti reggono tuttavia l'urto, nonostante l'espulsione nel finale di Arbeloa, e trovano addirittura un'altra rete in pieno recupero con Ronaldo al 92', che firma la doppietta personale e fissa il punteggio sul 3-2 in favore dei turchi. Anche se il match termina con una sconfitta, il Real Madrid raggiunge la sua terza semifinale consecutiva nel torneo con un aggregato totale di 5-3 nella doppia sfida.

#### Andata
| Arbitro: | Wolfgang Stark |

|                               |           |                                     |
| Ibrahimović 79’ Matuidi 90+4’ | Marcatori | 38’ Messi 89’ (rig.) Xavi Hernández |

| Arbitro: | Mark Clattenburg |

|                     |           |  |
| Alaba 1’ Müller 63’ | Marcatori |  |

| Malaga 3 aprile 2013, ore 20:45 CEST | Malaga         | 0 – 0 referto | Borussia Dortmund | Estadio La Rosaleda\| Arbitro: \| Jonas Eriksson \| |
| Arbitro:                             | Jonas Eriksson |               |                   |                                                     |

| Arbitro: | Svein Oddvar Moen |

|                                    |           |  |
| Ronaldo 9’ Benzema 29’ Higuaín 73’ | Marcatori |  |

#### Ritorno
| Arbitro: | Craig Thomson |

|                                                 |           |                        |
| Lewandowski 40’ Reus 90+1’ Felipe Santana 90+2’ | Marcatori | 25’ Joaquín 82’ Eliseu |

| Arbitro: | Stéphane Lannoy |

|                                   |           |                   |
| Eboué 57’ Sneijder 70’ Drogba 72’ | Marcatori | 7’, 90+2’ Ronaldo |

| Arbitro: | Björn Kuipers |

|           |           |             |
| Pedro 71’ | Marcatori | 50’ Pastore |

| Arbitro: | Carlos Velasco Carballo |

|  |           |                             |
|  | Marcatori | 64’ Mandžukić 90+1’ Pizarro |

#### Tabella riassuntiva
| Squadra 1           | Totale      | Squadra 2         | Andata | Ritorno |
| ------------------- | ----------- | ----------------- | ------ | ------- |
| Málaga              | 2 - 3       | Borussia Dortmund | 0 - 0  | 2 - 3   |
| Real Madrid         | 5 - 3       | Galatasaray       | 3 - 0  | 2 - 3   |
| Paris Saint-Germain | 3 - 3 (gfc) | Barcellona        | 2 - 2  | 1 - 1   |
| Bayern Monaco       | 4 - 0       | Juventus          | 2 - 0  | 2 - 0   |

## Semifinali

### Riassunto delle partite
All'Allianz Arena, il Bayern Monaco travolge il Barcellona con un roboante 4-0 in virtù della doppietta di Müller e delle reti di Gómez e Robben, ipotecando prematuramente il discorso qualificazione ed infliggendo agli avversari una delle sconfitte più pesanti mai ricevute nella competizione. Nella gara di ritorno al Camp Nou, i tedeschi battono nuovamente gli spagnoli con un netto 3-0 grazie al gol di Robben al 49', a segno con uno splendido sinistro a giro che si insacca sotto l'incrocio dei pali, all'autorete di Piqué al 72', propiziata da un cross rasoterra di Ribéry, e alla marcatura di Müller al 76'. Il Bayern Monaco accede così alla sua seconda finale consecutiva nel torneo, nonché decima in totale, con un risultato complessivo di 7-0 nel doppio confronto, avendo l'opportunità di redimersi dopo la sconfitta dell'anno precedente.
Al Signal Iduna Park, il Borussia Dortmund passa in vantaggio all'8' contro il Real Madrid in virtù della rete di Lewandowski, ma viene raggiunto dalla marcatura di Cristiano Ronaldo al 43'. Nella ripresa, i tedeschi segnano tuttavia ancora tre volte con Lewandowski: lo scatenato attaccante polacco va nuovamente in gol al 50', al 55' e al 66' su calcio di rigore, quest'ultimo concesso dall'arbitro Kuipers per un intervento scomposto di Xabi Alonso ai danni di Reus, diventando il primo calciatore a realizzare un poker in una semifinale della competizione, nonché il nono a mettere a referto quattro reti in un'unica gara del torneo, e fissando quindi il punteggio sul 4-1. Nella partita di ritorno al Bernabéu, gli spagnoli sfiorano l'impresa negli ultimi minuti del secondo tempo, vincendo per 2-0 con reti di Benzema all'83' e di Ramos all'88', con quest'ultimo che sfiora pure la clamorosa palla del terzo gol in pieno recupero, però sono i teutonici ad agguantare la loro seconda finale nella manifestazione sull'aggregato totale di 4-3 dopo sedici anni dall'ultima disputata.

#### Andata
| Arbitro: | Viktor Kassai |

|                                      |           |  |
| Müller 25’, 82’ Gómez 49’ Robben 73’ | Marcatori |  |

| Arbitro: | Björn Kuipers |

|                                      |           |             |
| Lewandowski 8’, 50’, 55’, 66’ (rig.) | Marcatori | 43’ Ronaldo |

#### Ritorno
| Arbitro: | Howard Webb |

|                       |           |  |
| Benzema 83’ Ramos 88’ | Marcatori |  |

| Arbitro: | Damir Skomina |

|  |           |                                        |
|  | Marcatori | 49’ Robben 72’ (aut.) Piqué 76’ Müller |

#### Tabella riassuntiva
| Squadra 1         | Totale | Squadra 2   | Andata | Ritorno |
| ----------------- | ------ | ----------- | ------ | ------- |
| Bayern Monaco     | 7 - 0  | Barcellona  | 4 - 0  | 3 - 0   |
| Borussia Dortmund | 4 - 3  | Real Madrid | 4 - 1  | 0 - 2   |

### Finale
| Arbitro: | Nicola Rizzoli |

|                     |           |                          |
| Gündoğan 68’ (rig.) | Marcatori | 60’ Mandžukić 89’ Robben |

| Borussia Dortmund | Bayern Monaco |

| POR           | 1  | Roman Weidenfeller (c) |     |       |
| TD            | 26 | Łukasz Piszczek        |     |       |
| DC            | 4  | Neven Subotić          |     |       |
| DC            | 15 | Mats Hummels           |     |       |
| TS            | 29 | Marcel Schmelzer       |     |       |
| CC            | 6  | Sven Bender            |     | 90+2’ |
| CC            | 8  | İlkay Gündoğan         |     |       |
| CLD           | 16 | Jakub Błaszczykowski   |     | 90’   |
| TRQ           | 11 | Marco Reus             |     |       |
| CLS           | 19 | Kevin Großkreutz       | 73’ |       |
| ATT           | 9  | Robert Lewandowski     |     |       |
| Sostituzioni: |    |                        |     |       |
| P             | 20 | Mitchell Langerak      |     |       |
| D             | 27 | Felipe Santana         |     |       |
| C             | 21 | Oliver Kirch           |     |       |
| C             | 5  | Sebastian Kehl         |     |       |
| C             | 7  | Moritz Leitner         |     |       |
| C             | 18 | Nuri Şahin             |     | 90+2’ |
| A             | 23 | Julian Schieber        |     | 90’   |
| Allenatore:   |    |                        |     |       |
| Jürgen Klopp  |    |                        |     |       |

| POR           | 1  | Manuel Neuer           |     |       |
| TD            | 21 | Philipp Lahm (c)       |     |       |
| DC            | 17 | Jérôme Boateng         |     |       |
| DC            | 4  | Dante                  | 29’ |       |
| TS            | 27 | David Alaba            |     |       |
| CC            | 8  | Javi Martínez          |     |       |
| CC            | 31 | Bastian Schweinsteiger |     |       |
| CLD           | 10 | Arjen Robben           |     |       |
| TRQ           | 25 | Thomas Müller          |     |       |
| CLS           | 7  | Franck Ribéry          | 73’ | 90+1’ |
| ATT           | 9  | Mario Mandžukić        |     | 90+4’ |
| Sostituzioni: |    |                        |     |       |
| P             | 22 | Tom Starke             |     |       |
| D             | 5  | Daniel Van Buyten      |     |       |
| C             | 11 | Xherdan Shaqiri        |     |       |
| C             | 30 | Luiz Gustavo           |     | 90+1’ |
| C             | 44 | Anatoliy Tymoshchuk    |     |       |
| A             | 14 | Claudio Pizarro        |     |       |
| A             | 33 | Mario Gómez            |     | 90+4’ |
| Allenatore:   |    |                        |     |       |
| Jupp Heynckes |    |                        |     |       |

| Uomo partita UEFA: Arjen Robben (Bayern Monaco) Uomo partita dei tifosi: Manuel Neuer (Bayern Monaco) |